# سان خوسيه (كانتون)

كانتون سان خوسيه في محافظة سان خوسيه

سان خوسيه (بالإسبانية: San José)‏ و هي الكانتون الأول في محافظة سان خوسيه بكوستاريكا. و يحتل الكانتون مساحة 44.2 كم².
و يقطنه حوالي 288,054 نسمة.
( أاي أن الكثافة السكانية حوالي 6,455.71) . و يتضمن أيضا حديقة سان خوسيه العامة.
و يمتد الكانتون على سهل خصيب في النهاية الجنوبية للوادي المركزي (Meseta Central). و يشكل نهر فيريجا وتورّيس الحدود الشمالية. بينما يشكل نهر تيريبي الحدود الجنوبية. و يتضمن الكانتون مركز سان خوسيه. و متوسط علوه 1,290 متر عن سطح البحر.

## المقاطعات
يقسم الكانتون إلى 11 مقاطعة وهي :
1. كارمن
2. ميرسيد
3. أوسبيتال
4. كاتيدرال
5. سابوتيه
6. سان فرانسيسكو دي دوس ريوس
7. لا أوروكا
8. ماتا ريدوندا
9. بافاس
10. آتيجو
11. سان سافيستيان